# Бретань-д’Арманьяк
Брета́нь-д’Арманья́к (фр. Bretagne-d'Armagnac) — коммуна во Франции, находится в регионе Юг — Пиренеи. Департамент — Жер. Входит в состав кантона Оз. Округ коммуны — Кондом.
Код INSEE коммуны — 32064.

## География

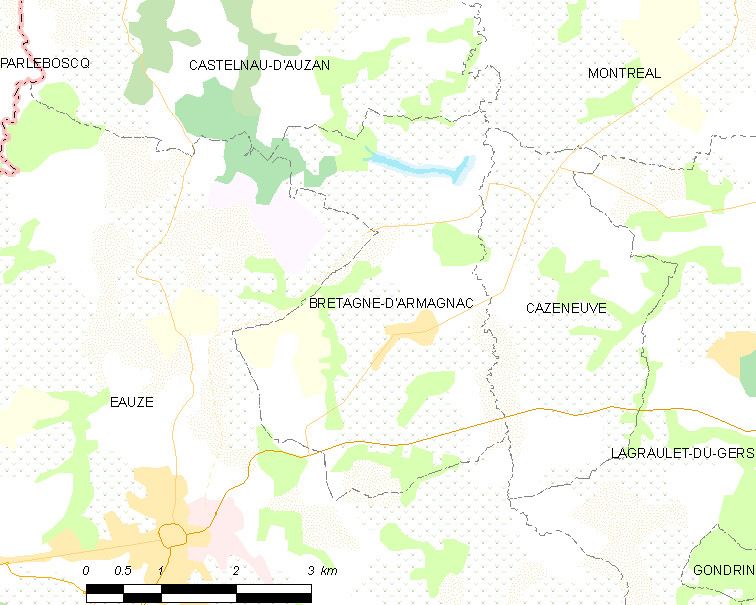
Карта коммуны

Коммуна расположена приблизительно в 580 км к югу от Парижа, в 110 км западнее Тулузы, в 45 км к северо-западу от Оша.

## Климат
Климат умеренно-океанический. Лето жаркое и немного дождливое, температура часто превышает 35 °С. Зимой часто бывает отрицательная температура и ночные заморозки. Годовое количество осадков — 700—900 мм.

## Население
Население коммуны на 2010 год составляло 398 человек.
| 1962 | 1968 | 1975 | 1982 | 1990 | 1999 | 2010 |
| ---- | ---- | ---- | ---- | ---- | ---- | ---- |
| 416  | 388  | 363  | 392  | 345  | 345  | 398  |

## Администрация
| Период | Период | Фамилия    | Партия        | Примечания |
| ------ | ------ | ---------- | ------------- | ---------- |
| 2001   | 2020   | Жерар Гург | Разные правые |            |

## Экономика
В 2010 году среди 255 человек трудоспособного возраста (15-64 лет) 177 были экономически активными, 78 — неактивными (показатель активности — 69,4 %, в 1999 году было 76,2 %). Из 177 активных жителей работали 168 человек (94 мужчины и 74 женщины), безработных было 9 (2 мужчин и 7 женщин). Среди 78 неактивных 14 человек были учениками или студентами, 38 — пенсионерами, 26 были неактивными по другим причинам.